# Dare Rose
Pour les articles homonymes, voir Rose.
Oludare Anthony Rose, né le 1er novembre 2002 à New York, est un nageur américain.

## Biographie
Dare Rose, nommé par son grand-père venant du Nigeria, a commencé à nager dès le plus jeune âge. Sa première sélection internationale a lieu en 2018 aux championnats pan-pacifiques junior, où il devient médaillé d'or au relais 4 × 200 m nage libre. Il rejoint l'Université de Berkeley lors de la saison 2020-2021, où il cotoie notamment Tom Shields à l'entraînement.
En 2023, il remporte son premier titre national sur le 100 m papillon en un temps de 50 s 74, ce qui lui vaut une sélection pour les championnats du monde.
Il prend part aux séries du relais 4 × 100 m quatre nages mixte américain, qui remporte ensuite la médaille de bronze aux championnats du monde de natation 2023 à Fukuoka. Sixième du 50 m papillon, Rose s'illustre de nouveau sur le 100 m papillon, où il signe le meilleur temps des demi-finales, avant de finir médaillé de bronze derrière Maxime Grousset et Josh Liendo avec un chrono de 50 s 46. Il finit ce championnat avec un succès au relais 4 × 100 m quatre nages, pour remporter son premier titre mondial.

## Palmarès

### Championnats du monde en grand bassin
- Championnats du monde 2023 à Fukuoka :
  -  Médaille d'or du relais 4 × 100 m quatre nages.
  -  Médaille de bronze du 100 m papillon.
  -  Médaille de bronze du 4 × 100 m quatre nages mixte (séries).
- Championnats du monde 2025 à Singapour :
  -  Médaille de bronze du 4 × 100 m quatre nages.